# Kuala Lumpur Kepong
Kuala Lumpur Kepong Berhad (KLK) ist ein malaysisches multinationales Unternehmen. Das Kerngeschäft der Gruppe ist das Betreiben von Plantagen (Ölpalmen und Kautschuk). Das Unternehmen verfügt über Plantagen mit einer Fläche von mehr als 270.000 Hektar. in Malaysia (Peninsular und Sabah) und Indonesien (Belitung, Sumatra and Kalimantan). Seit den 1990er Jahren diversifiziert das Unternehmen seine Geschäftsaktivitäten wie z. B. die ressourcenbasierte Produktion (Oleochemikalien, Derivate und Spezialchemikalien), die Immobilienentwicklung und der Einzelhandel (Körperpflegeprodukte, Toilettenartikel und Feinkostprodukte) mit weltweiter Präsenz. Das Unternehmen ist an der „Bursa Malaysia“ notiert und ist Malaysias drittgrößter Palmölproduzent. KLK belegte im Jahr 2013 im „Forbes Global 2000 Leading Companies“ Platz 1858, mit einer Marktkapitalisierung von 6,91 Mrd. USD. Im Jahr 2014 belegte KLK mit einem Markenwert von USD 364 Mio. den 23. Platz der wertvollsten Marke Malaysias auf der „Malaysia 100 2014“. Der verstorbene Tan Sri Dato' Thong Yaw Hong, ehemaliger Generalsekretär des malaysischen Finanzministeriums, saß im Vorstand von KLK. Dato‘ Lee Oi Hian, der CEO von KLK, war Vorsitzender des Kuratoriums des Malaysian Palm Oil Council.

## Geschichte
KLR wurde 1906 in London gegründet, um rund 600 ha Plantagenfläche (Kautschuk und Kaffee) in Malaysia zu bewirtschaften. Im Jahr 1907 wurden die Aktien der KLR an der Londoner Börse notiert.
1960 änderte KLR ihren Namen zu KLKA. Die Gruppe begann mit dem Anbau von Ölpalmen in Fraser Estate. Die erste Mühle der Gruppe, die Fraser Mill, wurde 1967 eröffnet. 1971 eröffnete KLKA seinen Hauptsitz in Kuala Lumpur. Im darauffolgenden Jahr wurde der Steuerwohnsitz von KLKA aus dem Vereinigten Königreich nach Malaysia verlegt.
1973 wurde Kuala Lumpur Kepong Berhad ("KLK") in Malaysia gegründet und im Rahmen eines Wiederaufbauprogramms ging KLKA in freiwillige Liquidation, wobei KLK die Aktiva und Passiva von KLKA übernahm. Die Aktien der Gesellschaft sind an der Börse von Kuala Lumpur, Singapur und London notiert. 1979 wurde der Hauptsitz von Kuala Lumpur nach Ladang Pinji, Perak verlegt.

## Geschäftstätigkeiten

### Plantagen
Das Betreiben von Plantagen ist das Kerngeschäft von KLK. Derzeit verfügt KLK über mehr als 270.000 ha Plantagenflächen in Malaysia und Indonesien. Die Jahresproduktion für „fresh fruit bunches“ (FFB) liegt bei 3,6 Mio. Tonnen. Die Verarbeitung der Ernte erfolgt in den unternehmenseigenen Mühlen und Raffinerien von KLK. Die hergestellten Produkte umfassen rohes Palmöl, raffiniertes, gebleichtes und desodoriertes (RBD ‒ refined, bleached, deodorised) Palm-Olein und Stearin sowie Palmkernöl und Palmpresskuchen. Die Produktion von Kautschuk im Jahr 2013 betrug rund 17,5 Mio. kg. Die geografische Verteilung der Plantagen des Konzerns stellt sich per September 2010 wie folgt dar:
| Region              | Fläche (ha.) | Anteil | Summe           |
| ------------------- | ------------ | ------ | --------------- |
| Peninsular Malaysia | 69,261       | 28 %   | 248,746 (100 %) |
| Sabah, Malaysia     | 40,359       | 16 %   | 248,746 (100 %) |
| Indonesia           | 139,126      | 56 %   | 248,746 (100 %) |

### Ressourcenbasierte Fertigung

#### Oleochemikalien
Das Kernunternehmen dieses Sektors ist KLK Oleo, einer der weltweit größten Hersteller von oleochemischen Produkten auf Palmölbasis. KLK machte den Einstieg in die Oleochemie bereits 1991 mit der Eröffnung von Palm-Oleo Sdn. Bhd. Derzeit besteht KLK Oleo aus vierzehn Unternehmen, sieben in Malaysia, zwei in China, eine in Indonesien und vier in Europa.

### Eigentum
KLK besitzt KL-Kepong Country Homes Sdn. Bhd. Bemerkenswerte Wohngebiete, die von KLK entwickelt wurden, sind Desa Coalfields & Bandar Seri Coalfields, beide in Sungai Buloh, Selangor.

## Kritik
Die Anschuldigungen, das Unternehmen beschäftige Zwangsarbeiter, dementierte das Unternehmen in dem Sinne, dass diese durch ein Zulieferunternehmen beschäftigt wurden, mit dem danach alle Verträge gekündigt wurden.
Weitere Kritikpunkte bestehen aus Vorwürfen, KLK holze Regenwaldflächen ab und zerstöre Lebensraum des Orang-Utans.